# Eva Axén
Eva Axén, née le 12 décembre à Stockholm, est une actrice suédoise.

## Biographie
Eva Axén a débuté très jeune au cinéma pour Luchino Visconti dans Ludwig ou le Crépuscule des dieux et dans Mort à Venise. Elle a joué notamment dans Orfeu 9 et dans Suspiria. Elle a été mariée à Tito Schipa Junior, qui l'a immortalisée dans son rôle d'Eurydice dans Orfeu 9. Eva a d'ailleurs appelé Euridice la fille qu'elle a eue avec l'acteur Adalberto Maria Merli, qu'elle a rencontré sur le tournage de Per questa notte. Euridice poursuit d'ailleurs une carrière d'actrice. 
Elle a dit que Luchino Visconti était un homme fascinant, qui la considérait comme sa propre fille. (source imdb)

## Filmographie
- 1971 : Mort à Venise (Luchino Visconti) : la sœur la plus âgée de Tadzio
- 1972 : Ludwig ou le Crépuscule des dieux (Luchino Visconti) : Maria
- 1973 : Orfeo 9 (de Tito Schipa Jr) : Euridice
- 1975 : La Messe dorée (Beni Montresor) : Marie-Odile
- 1975 : Justine och Juliette (Mac Ahlberg) : la lesbienne
- 1976 : Bel Ami (Mac Ahlberg) : la danseuse nue à la fête
- 1977 : Suspiria (Dario Argento) : Pat Hingle
- 1977 : Molly (Mac Ahlberg) : Eva
- 1977 : Per questa notte (Carlo Di Carlo) : Eva Axen
- 1978 : La morte al lavorio (Gianni Amelio) : Eva